# Nagybajom
Nagybajom  este un oraș în districtul Kaposvár, județul Somogy, Ungaria, având o populație de 3.375 de locuitori (2011). 

## Demografie
Componența etnică a orașului Nagybajom
     Maghiari (91,32%)
     Romi (7,73%)
     Necunoscut (0,25%)
     Alții (0,71%)
Componența confesională a orașului Nagybajom
     Romano-catolici (57,87%)
     Reformați (9,27%)
     Fără religie (9,21%)
     Necunoscută (22,73%)
     Alte religii (1,99%)
Conform recensământului din 2011, orașul Nagybajom avea 3.375 de locuitori. Din punct de vedere etnic, majoritatea locuitorilor (91,32%) erau maghiari, cu o minoritate de romi (7,73%). Apartenența etnică nu este cunoscută în cazul a 0,25% din locuitori.  Din punct de vedere confesional, majoritatea locuitorilor (57,87%) erau romano-catolici, existând și minorități de reformați (9,27%) și persoane fără religie (9,21%). Pentru 22,73% din locuitori nu este cunoscută apartenența confesională.